# Кипрская православная церковь
Ки́прская правосла́вная це́рковь; официальное название — Це́рковь Ки́пра (греч. Ἐκκλησία τῆς Κύπρου, тур. Kıbrıs Kilisesi) — автокефальная поместная православная церковь, занимающая 10-е место в диптихе Константинопольского патриархата; одна из древнейших поместных Церквей Востока.

## История
По преданию, основана апостолом Варнавой в 47 году.
Первоначально — епархия Антиохийской Церкви.
С 431 года — автокефальная архиепископия (правило 8-е Эфесского собора).
В VII веке попала под арабское иго, от которого полностью освободилась только в 965 году.
В начале XII века русский игумен Даниил писал: «Кипр есть остров велик зело, и множество в нём людий, и обилен есть всем добром. И суть в нём епископи 20, митрополия же едина, а святых в нём без числа лежит: и ту лежит святый Епифание и апостол Варнава, и святый Зинон, и святый Трифолие епископ».
В 1191 году остров Кипр был захвачен крестоносцами, с 1489 по 1571 года принадлежал Венеции.
С занятием острова турками в 1571 году православные вновь обрели многие прежние льготы, но их положение оставалось небезопасным, их жизнь и собственность находились в распоряжении османских властей. По бытовавшей в Османской империи практике, христиане Кипра считались отдельными народом — ромеями («рум миллет»), а Православная Церковь — единственной легальной христианской Церковью. В 1660 году турки поставили архиепископа Кипрского Никифора в положение политического главы этого народа, ответственным за сбор налогов и благонадёжность паствы.
Рост национально-освободительных настроений достиг своего апогея к началу XIX века. После начала в Греции восстания 1821 года киприоты с оружием в руках вступили в борьбу за освобождение от османского ига. В ответ на это наместник острова Мехмед Кучу обрушил на православных жителей Кипра жесточайшие гонения: все три митрополита (Пафский Хрисанф, Киттийский Мелетий и Киринийский Лаврентий) были казнены, а архиепископ Кипрский Киприан был повешен на центральной площади Никосии. Всего за пять дней с 9 июля по 14 июля 1821 года было убито 486 игуменов монастырей, священников и старейшин. Почти все православные монастыри и храмы были отобраны и обращены в мечети или хозяйственные помещения. В том же 1821 году Патриарх Антиохийский Серафим послал на Кипр епископов, рукоположивших трёх митрополитов и нового предстоятеля Кипрской Церкви.
Османское правление закончилось в 1878 году продажей Кипра англичанам. Новость была встречена с радостью народом и Церковью, но их надежды быстро развеялись. В 1925 году британское правительство объявило Кипр своей колонией. Церковь включилась в борьбу за освобождение Кипра.
В 1960 году Кипр добился независимости и провозгласил себя республикой, президентом которой стал архиепископ Макарий III (1959—1977).
В течение 1973 года были образованы две новые митрополии: Морфская (выделившаяся из Киринейской) и Лимасольская (отделившаяся от Киттийской), кроме того на все вдовствующие кафедры были избраны и хиротонисаны новые архиереи.
Ввод турецких войск 20 июля 1974 года и последующая турецкая оккупация (35 % территории острова) вызвало массовый отток христианского населения с оккупированной части острова; 20 тысяч первоначально оставшихся подверглись преследованиям.
Доступ к территории, где остались исторические святыни кипрских христиан (например, мощи и монастырь апостола Варнавы) был для православной Церкви закрыт. Турецкими властями были изгнаны православные епископы и священники и запрещены общественные богослужения. Храмы и монастыри были сожжены, а уцелевшие — закрыты. Всего в оккупированной части острова находится 514 храмов, часовен и монастырей, большая часть которых обращена в мечети, музеи или находится в запустении. В оккупированной части острова произошли серьёзные разрушения христианских храмов и памятников.
После смерти архиепископа Макария III церковная и светская власти были разграничены: президентом стал Спирос Киприану, а Архиепископом Кипрским был избран Хризостом (Аристодиму). В 1979 году был принят новый устав Кипрской православной Церкви.
11 мая 2007 года Священный Синод Кипрской Церкви принял решение об увеличении числа епископов до четырнадцати, как это было в прошлом.
13 сентября 2010 года Священный Синод Кипрской Церкви официально утвердил новый Устав Церкви.

## Современное устройство и состояние
Предстоятель Кипрской православной церкви — Архиепископ Новой Юстинианы и всего Кипра (῾Ο Μακαριώτατος ᾿Αρχιεπίσκοπος Νέας ᾿Ιουστινιανῆς καί πάσης Κύπρου) в период с 12 ноября 2006 года по 7 ноября 2022 года — архиепископ Хризостом II, избранный после того, как в мае 2006 года собор в Шамбези под председательством патриарха Константинопольского Варфоломея рекомендовал увольнение ввиду болезни его предшественника Хризостома I. С 24 декабря 2022 года предстоятелем Кипрской церкви является Георгий III. 
Высший орган власти — Священный синод Церкви Кипра (Ἱερὰ Σύνοδος τῆς Ἐκκλησίας τῆς Κύπρου), состоящий из Предстоятеля (глава Синода), правящих архиереев (митрополитов) и викарных архиереев как постоянных членов.
В административном плане церковь состоит из девяти епархий со статусом митрополий: Пафская, Китийская, Киринийская, Лимасольская, Морфская, Киккско-Тиллирийская, Константийско-Аммохостская, Тамасско-Оринисская, Тримифунтская. Киринийский и Морфский митрополиты пребывают в Никосии ввиду турецкой оккупации северной части государства. В юрисдикции Кипрской православной церкви находится более 500 храмов и более 40 монастырей.
В настоящее время на оккупированной части острова остаётся лишь несколько сотен греков и маронитов.
Кипрская православная церковь содействует развитию туристического бизнеса в стране.
Число членов Кипрской православной церкви по состоянию на 2018 год оценивается в 500 тыс. человек.
Выборы предстоятеля Кипрской церкви проходят в два этапа. В течение сорока дней после того, как патриарший престол объявляется вакантным, проводится прямое голосование среди верующих. Они должны определить тройку лидеров. Имена трёх лидеров рассматриваются на заседании Синода. Сейчас в высшем церковном учреждении 16 архиереев. Каждый из них должен проголосовать за своего фаворита из тройки. Тот, кто наберет свыше 50 % голосов, станет новым архиепископом Кипра. Если в первом туре безусловного победителя не окажется, голосование будет проводиться заново, но уже между двумя кандидатами, набравшими наибольшее количество голосов в первом туре.